# Spinoloricus cinziae
Spinoloricus cinziae es una especie animal descrita en 2014 en el filo Loricifera. Fue informalmente llamado Spinoloricus cinzia cuando se anunció su descubrimiento en abril de 2010.
Es la primera especie animal descrita que no requiere oxígeno en ningún momento de su vida. Junto con otras dos especies posteriormente descubiertas, Rugiloricus nov. sp. y Pliciloricus nov. sp., se encontró en el sedimento de la cuenca anóxica hipersalina de L'Atalante, en el mar Mediterráneo.
Las imágenes de microscopio electrónico muestran que las células de esta especie parecen estar adaptadas para una vida sin oxígeno. Sus mitocondrias parecen actuar como hidrogenosomas, orgánulos que proporcionan energía en algunas criaturas unicelulares anaerobias.